# Pointe-Claire
Pointe-Claire is een stad (ville) in de Canadese provincie Québec en telt 31.128 inwoners (2014). De gemeente is een voorstad van Montréal. In 2002 werd de gemeente gefuseerd met Montréal, maar na een referendum in 2004 werd dit in 2006 terug ongedaan gemaakt.
Pointe-Claire ligt ten westzuidwesten van Downtown Montréal, aan de zuidelijke oevers van het eiland Île de Montréal, een riviereiland in de Saint Lawrence die daar een klein meer vormt. Ten oosten ligt Dorval, ten westen Beaconsfield en Kirkland, ten noorden van Pointe-Claire ligt Dollard-des-Ormeaux.
Herkenningspunt en symbool van de stad is een oude windmolen uit 1709, in 1983 geklasseerd als Patrimoine culturel du Québec, en hiermee een monument van onroerend erfgoed.